# 세계전기통신정보사회의 날
세계전기통신정보사회의 날(World Telecommunication and Information Society Day)은 튀르키예 안탈리아에서 열린 국제전기통신연합 전권위원회가 2006년 11월 선포한 국제 날로, 매년 5월 17일을 기념한다.

## 모든 이전 주제
- 1969년: 연합의 역할과 활동
- 1970년: 통신 및 교육
- 1971년: 우주 및 통신
- 1972년: 세계 전기 통신 네트워크
- 1973년: 국제협력
- 1974년: 통신 및 운송
- 1975년: 통신 및 기상학
- 1976년: 통신 및 정보
- 1977년: 통신 및 개발
- 1978년: 무선통신
- 1979년: 인류를 위한 통신
- 1980년: 농촌 통신
- 1981년: 통신 및 건강
- 1982년: 국제협력
- 1983년: 하나의 세계, 하나의 네트워크
- 1984년: 통신: 광범위한 비전
- 1985년: 통신은 발전하기에 좋다
- 1986년: 이동 중인 파트너
- 1987년: 통신은 모든 국가에 서비스를 제공한다.
- 1988년: 전자시대의 기술지식 보급
- 1989년: 국제협력
- 1990년: 통신 및 산업 발전
- 1991년: 통신 및 인간 안보
- 1992년: 통신 및 우주: 신천지
- 1993년: 통신 및 인간 개발
- 1994년: 통신과 문화
- 1995년: 통신 및 환경
- 1996년: 통신 및 스포츠
- 1997년: 통신 및 인도적 지원
- 1998년: 통신무역
- 1999년: 전자상거래
- 2000년: 이동통신
- 2001년: 인터넷: 과제, 기회 및 전망
- 2002년: 사람들이 디지털 격차를 해소할 수 있도록 지원
- 2003년: 모든 인류의 소통을 돕습니다
- 2004년: 정보통신기술: 지속가능한 발전을 향한 길
- 2005년: 공정한 정보사회 만들기를 위한 행동
- 2006년: 글로벌 사이버 보안 발전
- 2007년: ICT가 차세대에 혜택을 주도록 하세요
- 2008년: ICT가 장애인에게 혜택을 주고, 모든 사람이 ICT 기회를 누릴 수 있게 하라.
- 2009년: 어린이의 온라인 안전 보호
- 2010년: ICT가 도시 생활을 더 좋게 만든다.
- 2011년: ICT가 농촌 생활을 더 좋게 만든다.
- 2012년: 정보통신과 여성
- 2013년: ICT와 도로 안전 개선
- 2014년: 광대역은 지속 가능한 발전을 촉진한다.
- 2015년: 통신 및 정보통신 기술: 혁신의 원동력
- 2016년: ICT 창업 활성화 및 사회적 임팩트 확대
- 2017년: 빅데이터 개발 및 영향력 확대
- 2018년: 모든 인류의 이익을 위해 인공 지능의 적절한 사용 촉진
- 2019년: 표준화 격차 축소
- 2020년: 연결성 목표 2030: ICT를 활용하여 지속 가능한 개발 목표 달성 촉진
- 2021년: 어려운 시기에 디지털 혁신 가속화
- 2022년: 노인과 건강을 위한 디지털 기술

## 같이 보기
- 세계 개발 정보의 날